# Darma (budismo)
Dhamma (em páli:  धम्म) ou Dharma (em sânscrito:  धर्म) no budismo pode ter os seguintes significados:
- A natureza da mente, como ela é (yathā bhūta);[1]
- As Leis da Natureza consideradas coletivamente;
- Os ensinamentos do Buda como uma exposição da Lei Natural aplicada ao problema do sofrimento humano;
- Um fenômeno e/ou suas propriedades.[2]

## Etimologia e variantes linguísticas
Dharma é derivado da palavra telugu "Dharmam", que significa "o que está estabelecido", "lei", "dever", "direito". A palavra derivada em prácrito é Dhamma.
Na Ásia Oriental, o ideograma de Dharma é 法, pronunciado fǎ em chinês mandarim, hō em japonês e beop em coreano. Em tibetano é chos (em tibetano:  ཆོས་, dialeto lhasa AFI: tɕǿʔ ).[carece de fontes?] Em uigur, mongol e alguns outros idiomas da Ásia Central, é nom, que deriva o nomos (νόμος), palavra do grego clássico que significa "lei".
Etimologicamente, a palavra Dhamma (em sânscrito:  Dharma) é derivada da raiz "Dham", que significa "manter" ou "apoiar", e o comentário explica ainda que é o que defende ou apóia o praticante (de Dhamma) e impede-o de cair em estados de miséria ou nascimento em uma existência lastimável. De toda a terminologia budista, Dhamma é a palavra que ordena a mais ampla abrangência de significados. Dharma é cultivar o conhecimento e a prática das leis e princípios que une a teia da realidade, os fenômenos naturais e da personalidade dos seres humanos na interdependência dinâmica e na harmonia.

## O Dharma dentro das religiões indianas
A religião na Índia vem da extensão geral do conceito de Dharma. Dharma significa Lei no sentido mais amplo, bem como a vida que é vivida de acordo ou em harmonia com a lei (seja por estatutos legais ou pela lei natural). Dharma neste último sentido é "o caminho da justiça, "a maneira correta", comportamento "adequado", "decente " ou "apropriado". As diferentes tradições religiosas da Índia são concebidos como tantas variações deste caminho da retidão. Portanto, um jainista pratica o Jain-dharma, um hindú segue o Sanatana-dharma, e um budista pratica o Buddha-dharma.
Historicamente, a mentalidade indiana tem sido caracterizada pela inclusão e pluralismo religioso. Todas as religiões são consideradas uma questão de leis eternamente válidas da natureza (sanatana dharma) devido ao sofrimento e a escravidão e o caminho para a liberdade e para a libertação é concebido (mesmo se a pessoa acredita em um Deus pessoal) em termos de causas e efeitos. Dharma (como o conjunto perenemente fixo de leis naturais que governam o nexo de causalidade) apresenta a estrutura de regras que se entendem corretamente e leva à ação natural ou hábil (dharma ou kusala kamma) ou leva se não for compreendida e violada à ações inábeis (adharma ou akusala kamma) com conseqüências infelizes. É a persistência das leis da natureza (e do princípio da causalidade) de dia para dia, de ano para ano e em toda a vastidão do tempo que permite conceber um dharma como eterno. Ações justas e ações saudáveis sempre trazem resultados positivos futuros enquanto ações injustas e prejudiciais levam à miséria, sofrimento e castigo futuros.
Embora cada caminho do dharma (jainista, budista, hindu, entre outros) significa uma forma religiosa em particular com as suas próprias regras e práticas, há uniformidade geral entre essas tradições relativas a filosofia subjacente da libertação. Trilhar o caminho para a libertação é desemaranhar e reorganizar as emaranhadas e desarmoniosas estruturas psico-físicas formadas no curso do caminho da ação inábil  e os principais meios pelos quais se consegue isso é através da ioga, uma característica central das religiões indianas. Ioga é o caminho ascético de purificação pelo qual os efeitos dos maus procedimentos (akusla kamma) podem ser desfeitos. A maioria das formas de religião indiana utilizam alguma forma de disciplina iogue como uma ferramenta importante, se não central, no processo de purificação do corpo-mente.
O budismo (uma palavra inventada por estudiosos britânicos e missionários cristãos no início do século XIX) é, portanto, propriamente falando, Buddha-dharma, o sistema de análise ensinada pelo Buda (registrado no Cânone Páli) a respeito das causas do sofrimento e do curso necessário de ações necessárias para desfazer essas causas. Na Índia e nos países asiáticos em que a doutrina do Buda de libertação foi transmitida ao longo dos séculos o ensino sempre foi referido como Buddha-dharma, significando o caminho da prática disciplinada que Gautama Buda realizou e defendeu.

## Dhamma-Vinaya: A Prática do Caminho de Buda
Gautama Buda referiu-se ao caminho que ele prescrevia aos seus alunos como dhamma-vinaya (dhamma é a tradução convencional da palavra páli em alfabeto latino em comparação com o sânscrito, que é traduzido como dharma) que significa este caminho de disciplina (vinaya, lit. disciplina). O caminho dos Budas (Gautama Buda viu a si mesmo como um em uma longa linhagem de Budas que remonta à antiguidade remota) é um caminho de disciplina auto-imposta. Esta disciplina envolve abstendo-se, tanto quanto possível da atividade sexual (isso é chamado brahmacharya), um código de comportamento ético (Sila) e esforço no cultivo da satipatthana (lit. atenção plena) e da prajna (lit. sabedoria).
Nas escrituras budistas, a expressão "O Dharma", muitas vezes refere-se aos ensinamentos de Buda e sua recensão escritural (por exemplo, o Vinaya e o Sutta Pitaka do Cânone Páli), e pode de forma mais ampla incluir as tradições posteriores de interpretação e exegese que as várias escolas do budismo têm desenvolvido para ajudar a explicar e expandir os ensinamentos do Buda. Mais tarde na tradição Maaiana, isso foi visto como os 84.000 ensinamentos diferentes (o Kangyur/bka.'gyur) que o Buda deu a vários tipos de pessoas com base em suas necessidades.
Neste sentido de ser sinônimo de ensinamentos do Buddha-Dharma constitui uma das três jóias do budismo em que os praticantes do budismo se refugiam (o que depende para seu/sua felicidade duradoura). As três joias do budismo são: o Buda (perfeição da mente da iluminação), o Darma (ensinamentos e métodos), e a Sangha (a comunidade de praticantes comprometidos do Budha-dharma que prestam apoio mútuo, encorajamento e amizade espiritual).

## Entendendo a Natureza: O dhamma vicaya
O cultivo e realização da sabedoria é parte do objetivo e da prática do budismo. A fim de alcançar a sabedoria é preciso entender a natureza das coisas (o dharma) e parte da prática do budismo é a investigação da Natureza (dhamma-vicaya). Isso significa adotar uma abordagem objetiva, científica para a compreensão das relações causais entre fenômenos diversos. Em particular, refere-se à auto-observação desapaixonada discutido em ensinamentos como o Satipatthana Sutta. O próprio Buda tem sido chamado de um grande ou até mesmo um super-cientista, porque os seus ensinamentos sobre o caminho para sair do sofrimento analisa o uso de relações causais entre os diferentes fatores que constituem a mente e o corpo. O coroamento dessa análise é a doutrina da origem dependente.

## O Corpo do Buddha-Dharma
As qualidades do Dharma (lei, verdade) são as mesmas que as qualidades do Buda e formar o seu "corpo verdadeiro" ou "Dhamma Kaya": No Samyutta Nikaya, Vakkali Sutta, Buda disse a seu discípulo Vakkali que,
"Yo kho Vakkali dhammaṃ passati so maṃ passati"
Oh Vakkali, quem vê o Dhamma, me vê [o Buddha]
Outra referência do Agganna Sutta do Digha Nikaya, diz a seu discípulo Vasettha:
"Tathāgatassa h'etam Vasettha adivacanam Dhammakayo iti pi ..."
Oh Vasettha! A Palavra de Dhammakaya é realmente o nome do Tathagata

## As qualidades do Budha-Dharma
O Ensino do Buda tem seis qualidades supremas:
1. Svākkhāto (em sânscrito:  Svākhyāta, lit. "bem proclamadas"): O ensinamento do Buda não é uma filosofia especulativa, mas uma exposição da lei universal da natureza com base em uma análise causal dos fenômenos naturais. É pregada, portanto, como uma ciência[10] em vez de um sistema de crenças sectárias. Compreensão completa (iluminação) do ensino pode levar diferentes comprimentos de tempo, mas tradicionalmente budistas dizem que o curso de estudo é "excelente no começo (Sila - em sânscrito:  śīla, lit. princípios morais), excelente no meio (samadhi, lit. "concentração") e excelente no final (paññā - em sânscrito:  prajñā, lit. sabedoria)".
2. Sandiṭṭhiko (em sânscrito:  Sāṃdṛṣṭika, lit. "capaz de ser examinado"): O Dhamma é passível de escrutínio científico e não se baseia somente na fé. Ele pode ser testado por prática pessoal e quem o segue vai ver o resultado por si mesmo por meio de sua própria experiência.
3. Akāliko (em sânscrito:  Akālika, lit. "atemporal", "imediato"): O Dhamma é capaz de conceder resultados atemporais e imediatos, aqui e agora, para a qual não há necessidade de esperar até a próxima ou futura existência. O dhamma não muda ao longo do tempo e não é relativo ao tempo
4. Ehipassiko (em sânscrito:  Ehipaśyika, lit. "que você pode vir e ver" - a partir da frase ehi, paśya "Vinde e vede!"): O Dhamma convida todos os seres para colocá-lo à prova e virem a ver por si mesmos.
5. Opanayiko (em sânscrito:  Avapraṇayika, lit. "levando perto de"): Seguido como uma parte da vida, o dhamma leva para a liberação. No "Vishuddhimagga" este é também referido como "Upanayana".
6. Paccattaṃ veditabbo viññūhi (em sânscrito:  Pratyātmaṃ veditavyo vijñaiḥ, lit. "para ser conhecido pessoalmente pelos sábios"): O Dhamma pode ser perfeitamente realizado apenas pelos nobres discípulos (Ariyas), que amadureceram em sabedoria suprema.

Conhecendo esses atributos, os budistas acreditam que vão alcançar maior paz e felicidade através da prática do Dhamma. Cada pessoa é, portanto, plenamente responsável por si mesmo para colocá-lo na prática real.
Aqui o Buda é comparado a um médico experiente e habilidoso, e o Dhamma a medicina adequada. No entanto por mais eficiente que o médico ou maravilhoso que o medicamento possam ser, os pacientes não podem ser curadas se não tomarem o medicamento corretamente. Assim, a prática do Dhamma é o único caminho para alcançar a libertação final de Nibbana.
Esses ensinamentos variaram de acordo com o entendimento do karma (em páli:  kamma, lit. ação) e o desenvolvimento de boas impressões na mente, para alcançar a iluminação completa, reconhecendo a natureza da mente.

## Dharmas na fenomenologia budista
Outros usos incluem dharma, normalmente grafada em transliteração com um pequeno "d" (essa diferenciação é impossível nos manuscritos do Sul da Ásia usados para escrever em sânscrito), que se refere a um fenômeno ou fator constituinte da experiência humana. Este gradualmente se expandiu para uma classificação dos constituintes da totalidade material e do mundo mental. Rejeitando a existência substancial de entidades permanentes que são qualificadas pelas possíveis qualidades de mudança, filosofia budista Abhidharma, que enumerou 75 dharmas, chegou a propor que estes "fatores constituintes" são o único tipo de entidade que verdadeiramente existe. Esta noção é de particular importância para a análise da experiência humana: Ao invés de assumir que são inerentes estados mentais em um assunto cognoscente, ou uma alma-substância, os filósofos budistas em grande parte propoem que os estados mentais só existem como "elementos de consciência momentânea", e que um observador subjetivo é fictício.
Um dos dogmas centrais do Budismo, é a negação de uma permanente "eu" separado, e é descrito nas três marcas da existência. Os três sinais: 1. Dukkha (em sânscrito:  Duhkha) - Sofrimento, 2. Anicca (em sânscrito:  Anitya) - Mudança/impermanência, 3. Anatta (em sânscrito:  Anatman) - Não-eu. No coração do Budismo, é a realização de nenhum "eu" (e, portanto, a delusão) como uma entidade auto-existente separada.
Mais tarde, filósofos budistas como Nāgārjuna iriam questionar se os dharmas (elementos momentâneos de consciência) realmente tem uma existência separada de si próprios. (Ou seja, que eles existem para além de qualquer outra coisa?). Rejeitando qualquer realidade inerente ao dharmas, ele perguntou (retoricamente):
śūnyeṣu sarvadharmeṣu kim anantaṃ kim antavat
kim anantam antavac ca nānantaṃ nāntavac ca kiṃ
kiṃ tad eva kim anyat kiṃ śāśvataṃ kim aśāśvataṃ
aśāśvataṃ śāśvataṃ ca kiṃ vā nobhayam apyataḥ
sarvopalambhopaśamaḥ prapañcopaśamaḥ śivaḥ
na kvacit kasyacit kaścid dharmo buddhena deśitaḥ
Quando todos os dharmas são vazios, o que é infinita? O que tem um fim?
O que é infinita e com um fim? O que não é infinita e não com um fim?
O que é isso? O que é o outro? O que é permanente? O que é impermanente?
O que é impermanente e permanente? O que não é nem?
Auspiciosa é a pacificação de metástase fenomenal, a pacificação de todos os apreensão;
Não há qualquer dharma ensinada pelo Buda a quem, quando, onde.
-Mūlamadhyamakakārikā, nirvāṇaparīkṣā, 25:22-24

## Significados de "Dharma"
Dharma nas escrituras budistas tem uma variedade de significados, incluindo "fenômeno", e "natureza" ou "característica".

## O Darma como fonte de todas as experiências mentais
Dharma pode significar a fonte de todas as experiências mentais. Em sutras mais importantes (por exemplo, o Mahasatipatthana Sutta), Dharma está emparelhado com citta (coração/mente) para mostrar o citta como reflexo do Dharma. Este ensinamento está em paralelo com o emparelhamento de kaya (corpo) e vedana (sentimentos ou sensações), onde vendana surgem dentro do corpo, mas são vividos através da mente. Dharma neste contexto é a origem da ordem e da organização que é o fundamento das ideias, sabedoria, compreensão e valores.

## Ensinamentos da lei natural
Dharma é também usado para se referir aos ensinamentos do Buda, não no contexto das palavras de um homem, mesmo um homem iluminado, mas como um reflexo da lei natural que foi re-descoberta por este homem e compartilhada com o mundo. Uma pessoa que vive sua vida com uma compreensão dessa lei natural, é uma pessoa "dhammic", que é freqüentemente traduzido como "justo". O Buda ensina as Quatro Nobres Verdades, o Nobre Caminho Óctuplo, as Três Marcas da Existência, e outras diretrizes, a fim de alcançar a liberdade e libertação do sofrimento.